# چیریش
چیریش (به لاتین: Chirish) یک منطقه مسکونی سابق در ارمنستان است که در استان سیونیک واقع شده است.